# Народ штата Калифорния против Конрада Мюррея
Народ штата Калифорния против Конрада Мюррея (англ. People of the State of California v. Conrad Robert Murray) — судебный процесс над доктором Конрадом Мюрреем, личным врачом Майкла Джексона. Мюррея обвинили в непредумышленном убийстве своего пациента в июне 2009 года.
Обвинители убеждены, что жизнь певца находилась в руках его лечащего врача, что Майкл Джексон за время лечения приобрел зависимость от прописанных ему лекарств, употреблял их бесконтрольно, а Конрад Мюррей не сделал ничего, чтобы помочь Джексону избавиться от наркотической зависимости и уберечь его от неизбежной смерти. Мюррей отрицал свою вину. Защита настаивала на версии, согласно которой Майкл Джексон сознательно покончил жизнь самоубийством с помощью прописанных ему препаратов.
Отбор присяжных начался 8 сентября 2011 года, из 187 человек. Слушания начались 27 сентября в Лос-Анджелесе. Приговор был вынесен 29 ноября 2011 года. Врач был признан виновным в непредумышленном убийстве. Его приговорили к четырём годам заключения, в условном сроке было отказано.
28 октября 2013 года Конрад Мюррей был досрочно освобождён за примерное поведение.